# Pronephrium liukiuense
Pronephrium liukiuense là một loài thực vật có mạch trong họ Thelypteridaceae. Loài này được (H. Christ) Nakaike miêu tả khoa học đầu tiên năm 1975.